# Campanula ledebouriana
Campanula ledebouriana là loài thực vật có hoa trong họ Hoa chuông. Loài này được Trautv. mô tả khoa học đầu tiên năm 1873.